# J.B.比克斯塔夫
約翰·布萊爾·畢克史塔夫（英语: John-Blair "J. B." Bickerstaff，1979年3月10日—）为NBA职业篮球教练，曾擔任休斯敦火箭队、曼斐斯灰熊、克里夫蘭騎士總教練。

## 篮球生涯

### 球员生涯
畢克史塔夫出生于美国科罗拉多州丹佛，是前NBA教练伯尼·畢克史塔夫的儿子。1997年进入俄勒冈大学，并代表其参加NCAA，17岁的他成为了当时Division I最年轻的球员。1999年他转入明尼苏达大学，2年间场均可以为球队贡献9.4分和5.8个篮板，其中最后一年他场均可以拿到10.6分和6.1个篮板。

### 教练生涯
2004-05赛季，畢克史塔夫加入夏洛特山猫队成为助理主教练，协助时任主教练的父亲一同执教球队。25岁的他打破了1973年由当时29岁的父亲创下的纪录，成为NBA史上最年轻的助理主教练。他为山猫队效力了3年，其间曾在2005-06赛季和2006-07赛季担任夏季联赛的主教练。
2007-08赛季，畢克史塔夫加入明尼苏达森林狼队，并作为助理主教练为球队执教了4年。而后于2011-12赛季随同凯文·麦克海尔一起加入休斯敦火箭队，担任助理主教练协助麦克海尔执教。
2015年11月18日，休斯顿火箭队解雇了麦克海尔，畢克史塔夫接替其作为临时主教练直到赛季结束。在当地时间当天对阵波特兰开拓者队的比赛中，比克斯塔夫率队以108比103战胜对手，作为主教练首战即取得开门红。
2016-17赛季，畢克史塔夫加入曼斐斯灰熊成为助理主教练，协助时任主教练的大衛·費茲戴爾。2017年11月27日，曼斐斯灰熊队解雇了大衛·費茲戴爾，畢克史塔夫接替其作为临时主教练直到赛季结束。
根據最新消息指出，灰熊和代理總教練畢克史塔夫達成協議，畢克史塔夫將從代理轉為正式總教練。
灰熊總教練畢克史塔夫被開除。
5月20日讯 根据NBA记者阿德里安·沃纳罗斯基报道，多位消息人士透露，骑士已聘请JB-比克斯塔夫为球队助教。
2020年2月18日，约翰·贝莱茵離開騎士總教練一職，副總教練畢克史塔夫將會被升為正式總教練，騎士官方宣佈，球團已經和代理總教練比克斯塔夫正式完成一份為期4年的合約，他將執教到2023-24年賽季，不過合約具體細節和金額並未透露。
2024年5月24日，騎士隊已經開除畢克史塔夫，根據《The Athletic》報導，那場失利後有球員質疑Bickerstaff執教年輕球隊的方式以及進攻戰術。這些問題一直持續到本賽季，今年季後賽Bickerstaff又因為過度使用Mitchell而遭到高層關切，被炒之前已有跡象。
2024年7月3日,被聘為活賽隊教練。

## 主教练战绩
| 队伍         | 赛季    | 常规赛 | 常规赛 | 常规赛 | 常规赛 | 常规赛 | 季后赛 | 季后赛 | 季后赛 | 季后赛 | 季后赛     |
| 队伍         | 赛季    | 比赛   | 胜     | 负     | 胜率   | 排名   | 比赛   | 胜     | 负     | 胜率   | 结果       |
| ------------ | ------- | ------ | ------ | ------ | ------ | ------ | ------ | ------ | ------ | ------ | ---------- |
| 休斯敦火箭   | 2015-16 | 71     | 37     | 34     | .521   | 4      | 5      | 1      | 4      | .200   | 第一輪失利 |
| 曼斐斯灰熊   | 2017-18 | 63     | 15     | 48     | .238   | 5      |        |        |        | .      | 未進入     |
| 曼斐斯灰熊   | 2018-19 | 82     | 33     | 49     | .402   | 3      |        |        |        | .      | 未進入     |
| 克里夫蘭騎士 | 2019-20 | 11     | 5      | 6      | .455   | 5      |        |        |        | .      | 未進入     |
| 克里夫蘭騎士 | 2020-21 | 72     | 22     | 50     | .306   | 4      |        |        |        | .      | 未進入     |
| 克里夫蘭騎士 | 2021-22 | 82     | 44     | 38     | .537   | 3      |        |        |        | .      | 未進入     |
| 克里夫蘭騎士 | 2022-23 | 82     | 51     | 31     | .622   | 3      | 5      | 1      | 4      | .200   | 第一輪失利 |
| 克里夫蘭騎士 | 2023-24 | 82     | 48     | 34     | .585   | 2      | 12     | 5      | 7      | .417   | 第二輪失利 |
| 底特律活塞   | 2024-25 | 82     | 44     | 38     | .537   | 2      | 6      | 2      | 4      | .333   | 第一輪失利 |